# Adžarisckali
Adžarisckali (gruzínsky აჭარისწყალი, v překladu "Adžarská voda") je řeka v Adžárii, v Gruzii. Je to pravý přítok Čorochu. Je dlouhá 90 km. Povodí má rozlohu 1540 km².

## Průběh toku
Pramení na Arsiánském hřbetu. Teče v úzké hluboké dolině, která se směrem k ústí rozšiřuje. Vlévá se zprava do Čorochu.

## Vodní stav
Zdroj vody je smíšený s převahou dešťového. K povodním může docházet v průběhu celého roku.

## Využití
Využívá se k zisku vodní energie.